# انقلاب فرانسه و رژیم پیش از آن
رژیم پیشین و انقلاب (فرانسوی: L'Ancien Régime et la Révolution) اثری تاریخی از الکسی دو توکویل (۱۸۵۹–۱۸۰۵)، محقق و اندیشمند فرانسوی است که در ۱۸۵۶انتشار یافت. این کتاب در ایران بنام انقلاب فرانسه و رژیم پیش از آن توسط محسن ثلاثی ترجمه گردیده و در سال ۱۳۶۹ توسط نشر نقره چاپ و منتشر گردید.
کتاب از جهت بازسازی جالب توجهی که از وقایع سیاسی و اجتماعی فرانسه در مراحل مختلف انقلاب آن، از تجزیه نظام فئودالیته گرفته تا اصول ۱۷۸۹ و آشوبهای دموکراتیک قرن نوزدهم، به دست می‌دهد مشهور است.
نویسنده بر خلاف بسیاری از نویسندگان قبل از خود، امور را در واقعیت تاریخی آن‌ها می‌نگرد، نه از زاویه کاملاً روان‌شناختی یا توصیفی احوال. به‌نظر بسیاری او در این کتاب زندگی اجتماعی ملت را در تمامی پیچیدگی آن مورد داوری قرار می‌دهد.

او در مقدمه کتاب می‌نویسد:دراینجا برآن نیستم که تاریخ انقلاب فرانسه را بنویسم. تاریخ آن را پیش از من نوشته‌اند و چه خوب هم نوشته‌اند. چندانکه دیگر بیخردی خواهد بود اگر در اندیشه نگاشتن دوباره این تاریخ باشم. به همین سبب به بررسی زمینه و سرشت انقلاب فرانسه خواهم پرداخت.

او ابتدا داده‌ها و اطلاعات تاریخی را - که قبل از تدوین کتاب با دقت جمع‌آوری و آرشیو نموده است - بیان می‌کند. پس از آن به تبیین مبتنی بر داوری و قضاوت علمی آن‌ها می‌پردازد. تبیین ارئه شده توسط او از درون توصیف بدست می‌آید نه آنکه مبادی جدیدی برای تحلیل طراحی شده باشد در واقع در روش او برخلاف دیگران بر اساس یک نظام فکری به تحلیل انقلاب نمی‌پردازد بلکه در اینجا بیشتر با دیدگاه (ویژن) روبرو هستیم.
بنظر او انقلاب فرانسه از بسیاری جهات، در امور مربوط به تمرکز اداری و عدالت و اعطای تضمین به کارمندان، کاری جز پیروی از راه و روش رژیم گذشته نکرد. حکومت سلطنتی تمامی قدرت را به قبضه خود درآورده و زندگی اشرافی را که با دور شدن از افتخارات سیاست (برخلاف اشرافیت انگلستان در قرن هجدهم) تن‌آسانی و زبونی از خود نشان داده بود، به فساد کشانده بود. نظیر همین پدیده بر اثر تمرکز جدید انقلابی که در رژیمهای مختلف تا زمان نویسنده اعمال می‌شود به وجود می‌آید.
به‌عبارت دیگر انقلاب از یک سو میل به نفی گذشته دارد و از طرف دیگر به پذیرش و بازتولید گذشته می‌پردازد.
توکویل مدعی است که انقلاب در فرانسه نه تنها رژیم پیشین را برچید بلکه نهادهای مدنی جدید را هم برهم می‌زند.
بنظر او علت مخالفت انقلابیون نسبت به دین، بیشتر سیاسی بود تا دینی. زیرا در آن زمان کلیسا درگیر دنیا و کسب مال و املاک بود و مردم مخالف این‌گونه کلیسا بودند نه اینکه به مخالفت با دین برخیزند.
او همچنین به مقایسه فرانسه با دیگر همسایگان اروپایی‌اش می‌پردازد و سؤال اصلی او درین است که چرا انقلاب در فرانسه رخ داد؟ چرا در انگلستان و آلمان با وجود شباهت با فرانسه انقلابی، انقلاب رخ نداد؟
نویسندگان بسیاری، چنان‌که در عصر روشنگری پیش آمد، با تحلیل صرف، عناصر مربوط به سیاست را به باد انتقاد می‌گیرند بی‌آنکه واقعیت امور را به دقت بررسی کنند. در نتیجه نظامهایی را به ما عرضه می‌کنند که اگر سوءنیت نداشته باشند، حتماً کورند. رادیکالیسم انقلاب در تمامی تحولات خود (از سلطنت ژوئیه تا جنبشهای فوریه و حکومت مطلقه لوئی ناپلئون) حکایت از فقدان تربیت سیاسی حقیقی دارد که ممکن است با ستایش تعصب‌آمیز از آزادی آن را به بردگی سیاسی تبدیل کند.
این اثر، به سبب سبک و منطق خاص خود که دارد، در زمره پرشورترین و روشن‌ترین آثار تاریخی فرانسه به‌شمار می‌رود. اهمیت اسناد و وقایع نزدیک به انقلاب که نادیده گرفته شده‌اند، روش مقایسه‌ای، اهمیت امور انسانی، اهمیت شرایط رژیم قبل از انقلاب و بررسی انقلاب در سایه آن شرایط از نکات اصلی مورد نظر و روش توکویل است.